# Farouk Hammad
Farouk Hammad (* 23. Mai 1933 in Alexandria) ist ein ägyptischer Industriedesigner und emeritierter Professor für Industrial Design der Hochschule für Bildende Künste Braunschweig.

## Leben
Farouk Hammad wurde in Alexandria/Ägypten geboren. Nach Besuch der höheren Schule studierte er von 1951 bis 1954 Maschinenbau an der Technischen Fachakademie in Abutig/Ägypten und erwarb das Technische Industrie-Diplom. Ein in den Jahren 1954–1957 an der Universität in Asyut absolviertes Pädagogikstudium mit den Fächern Kunst und Mathematik schloss Hammad mit dem Lehrbefähigungsexamen ab. Von 1959 bis 1960 folgte ein Studium für Industriedesign an der Werkkunstschule Hannover, ein anschließendes Universitätsstudium des Allgemeinen Maschinenbaus schloss Hammad 1970 mit dem Grad „Diplomingenieur Univ.“ ab.
Nach Lehraufträgen an den Universitäten Kairo und Hannover war Farouk Hammad von 1976 bis 1983 technischer Mitarbeiter für den Vorstand der Firma MEAPLAN Mittelost AG am Standort Frankfurt am Main. Von 1983 bis 1987 hatte Hammad wieder wissenschaftliche Lehraufträge an den Universitäten Hannover und Braunschweig inne. 1988 wurde Farouk Hammad als Universitätsprofessor für Industrial Design an die Hochschule für Bildende Künste Braunschweig berufen, wo er bis zu seiner Emeritierung im Jahr 2000 lehrte. Seitdem hält er an verschiedenen deutschen Hochschulen Gastvorlesungen in Industrial-Design, so beispielsweise an der Universität Hannover.

## Schriften
- Dimensionen der Gestaltwerdung. Ein Beitrag zur Systematik der Produktentwicklung, München 2013.